# Радиостимуляция грибов

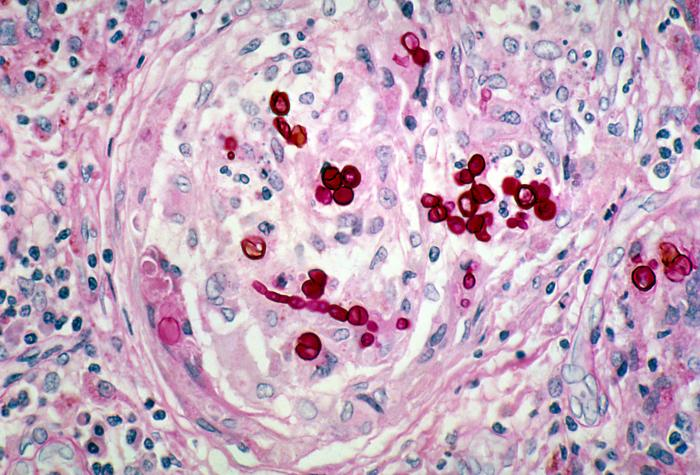
Wangiella dermatitidis — один из видов, лучше растущих под действием радиации

Радиостимуля́ция грибо́в — феномен ускорения метаболизма ряда микроскопических грибков при воздействии на них ионизирующего излучения.

## Механизм

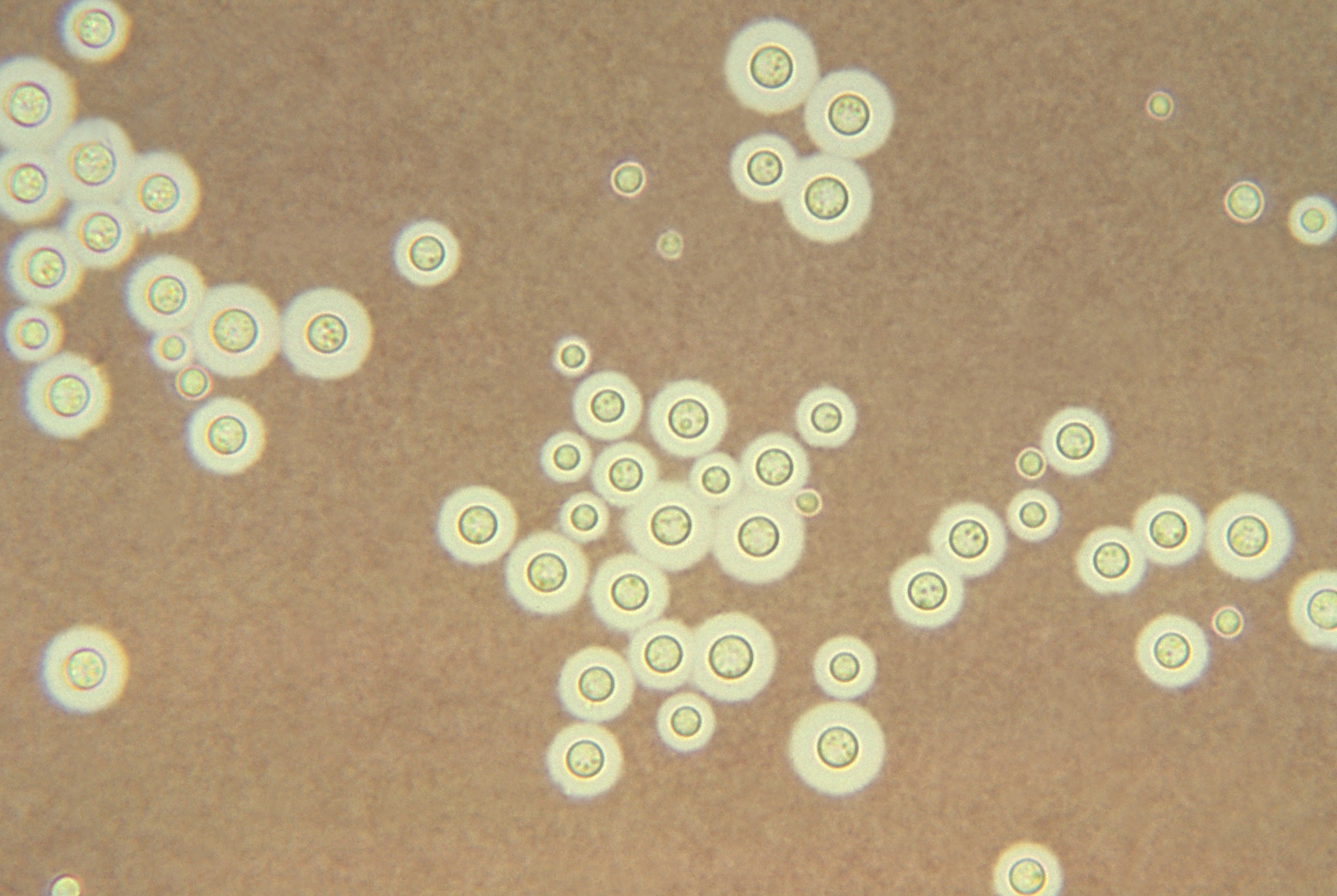
Cryptococcus neoformans под микроскопом

Впервые радиотрофные грибы были описаны в 1991 году в составе чёрной плесени из Чернобыльской АЭС. 
Явление радиостимуляции грибов было обнаружено группой исследователей из Нью-Йоркского медицинского колледжа имени Альберта Эйнштейна Иешивы-университета под руководством Екатерины Дадачовой в 2006 году (публикация в мае 2007 года). Они показали, что три грибка, содержащих пигмент меланин — Cladosporium sphaerospermum, Wangiella dermatitidis и Cryptococcus neoformans — увеличивали биомассу и накапливали ацетат быстрее в среде, где уровень радиации был в 500 раз выше нормального. Подвергание клеток C. neoformans радиационному воздействию быстро, в течение 20—40 минут, вызывало изменение химических свойств меланина и увеличивало скорость переноса электронов, опосредуемого меланином (восстановление феррицианида с помощью NADH), в 3—4 раза по сравнению с обычными клетками. Можно сказать, что грибки превращали энергию гамма-излучения в химическую энергию, которая далее использовалась для их роста. Схожий эффект на способность меланина к переносу электронов наблюдался при воздействии неионизирующего излучения, так что, может быть, грибки способны использовать для своего роста не только радиацию, но также свет и теплоту.
Вообще, меланин встречается в живой природе повсеместно. Меланизированные организмы часто доминируют в некоторых экстремальных местообитаниях, например, в почвах, содержащих радионуклиды. Впрочем, в отсутствие радиации некоторые не-меланизированные грибки (мутанты по пути синтеза меланина) растут быстрее меланизированных. Этот феномен объясняется, по-видимому, тем, что молекулы меланина мешают прохождению питательных веществ через клеточную стенку гриба и, кроме того, росту препятствуют токсичные промежуточные соединения синтеза меланина. Это соответствует представлению о том, что многие грибы способны синтезировать меланин, но делают это не постоянно, а лишь под воздействием внешних стимулов или на разных стадиях развития.

## Применение
Открытое явление может быть использовано для защиты здоровых тканей от ионизирующей радиации при радиотерапии. Кроме того, оно интересно для астробиологии как показатель приспособляемости жизни к экстремальным условиям существования.